# Daoyuan

Daoyuan (道院) est un mouvement religieux chinois issu au début du XXe siècle de Xiantiandao (先天道), courant syncrétique né au XVIIIe siècle de la mouvance Quanzhen, aspirant à unifier le taoïsme, le confucianisme, le bouddhisme et d'autres religions comme le christianisme ou l'islam. 
Daoyuan a ses origines dans un mouvement nommé Daodeshe (道德社) « Société de la voie et de la vertu » fondé dans le comté de Bin (濱縣) au Shandong par Wu Fuyong (吳福永) et dirigé par Liu Shaoji (劉紹基). Il débuta ses séances en 1916 et recrutait en majorité dans les couches supérieures de la société et parmi les hauts fonctionnaires. En 1918, la société se transféra à la capitale provinciale Jinan et changea son nom en Sanctuaire de la Voie (Daoyuan) en 1921. Très lié à certains cercles gouvernementaux, Daoyuan s'est rapidement étendu de la province de Shandong à Pékin et aux grandes villes le long du fleuve Chang Jiang. Des succursales ont également été mis en place au Japon où des relations furent établies avec la secte Omoto Kyo. 
La philosophie de Daoyuan était basée sur la croyance en l'universalité des valeurs chinoises contenues dans les « Trois enseignements » (sanjiao 三教) : taoïsme, confucianisme et bouddhisme. Son texte religieux principal était le Taiyi beiji zhenjing (太乙北極真經) d'inspiration taoïste. La secte développa une structure interne complexe divisée en six services : tongyuan (統院) administration, zuoyuan (坐院) méditation, neiyuan (內院) écrits médiumiques Fuji (扶乩 / 扶箕), jingyuan (經院) textes, ciyuan (慈院) activités philanthropiques et xuanyuan (宣院) prédication. 
Le service des activités philanthropiques  est celui qui eut le plus de visibilité. En effet, Daoyuan est connu à travers la Société internationale du Svastika rouge (世界紅卍字會 shìjiè hóngwànzì huì) fondée à l'imitation de la Croix rouge et officiellement enregistrée en 1922. Ayant contribué à évacuer les blessés et à enterrer les cadavres lors du massacre de Nankin, ses documents constituent une source essentielle concernant cet événement. 
En 1949, les connexions politiques de Daoyuan et l'accord négocié par le Svastika rouge avec l'occupant japonais pour pouvoir intervenir à Nankin portèrent préjudice au groupe et il fut interdit par le régime communiste. Il conserve encore des sections à Hong-Kong, Taïwan et Singapour, au Japon, en Malaisie, au Canada et aux États-Unis. Depuis 1950, Hong Kong est comme siège mondial et le centre administratif de Daoyuan. 

## Sources
- article anglaisen:Daoyuan
- (zh) Archives nationales de la République de Chine - section culture- notice sur Daoyuan